# Pteris semipinnata
Pteris semipinnata es una especie de helecho del género Pteris, perteneciente a la familia Pteridaceae. Es originaria de Hong Kong.

## Descripción
Son helechos que crecen en forma silvestre alcanzando un tamaño de unos 30 cm de altura con rizomas subterráneos. Del rizoma crece un grupos de hojas, con pecíolo de 20-30 cm. 

## Distribución
Es nativa de las regiones templadas de Asia ( China, Japón, Taiwán ) y Asia tropical ( Vietnam, Laos, Tailandia, Birmania, Filipinas, India, Sri Lanka ).

## Taxonomía
Pteris semipinnata fue descrita por Carlos Linneo y publicado en Species Plantarum 2: 1076. 1753.